# Anstey (Leicestershire)
Pour les articles homonymes, voir Anstey.
Anstey est une paroisse civile et un village du Leicestershire, en Angleterre.